# شاهد دروغگو (فیلم)
شاهد دروغگو (به هندی: Nazar Ke Samne) فیلمی محصول سال ۱۹۹۵ و به کارگردانی دیپاک بهری است. در این فیلم بازیگرانی همچون آکشی کومار، فرحن، موکش خانا، دالیپ تاهیل ایفای نقش کرده‌اند.